# Eurycercopis batjanensis
Eurycercopis batjanensis är en insektsart som beskrevs av Victor Lallemand 1940. Eurycercopis batjanensis ingår i släktet Eurycercopis och familjen spottstritar. Inga underarter finns listade i Catalogue of Life.